# Yusuf al-Azma

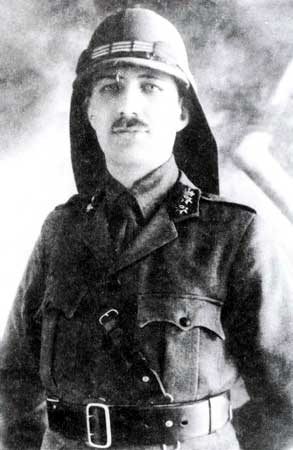
General Yusuf al-'Azmah in seiner syrischen Uniform.

Yusuf al-'Azmah (يوسف العظمة /: Yūsuf al-‘Aẓmah; * 1883 in Damaskus; † 24. Juli 1920 in Maysalun) war syrischer Verteidigungsminister und Stabschef unter Faisal I. zwischen 1918 und 1920.

## Leben
Al-'Azmah stammte aus einer Notabelnfamilie aus Damaskus. Er schloss 1906 die osmanische Militärakademie mit Auszeichnung ab und wurde für eine weitergehende zweijährige Ausbildung nach Deutschland abgeordnet. Nach seiner Rückkehr 1909 wurde er zum osmanischen Militärdelegierten in Kairo ernannt. Zu Beginn des Ersten Weltkriegs übernahm er ein Truppenkommando in Bulgarien. Im Verlauf diente er als Adjutant für den General Enver Pascha. Nach Kriegsende und dem folgenden Zerfall des Osmanischen Reiches kehrte er nach Damaskus zurück und trat in die Dienste des syrischen Königs Faisal I.
Der Völkerbund sprach Frankreich die Herrschaft über Syrien zu, so wie es die Großmächte Frankreich und Großbritannien im geheimen Sykes-Picot-Abkommen vereinbart hatten. Syrien war als nicht anerkannter Staat nicht im Völkerbund vertreten, um seine Interessen durchsetzen zu können. Der französische General Henri Gouraud stellte der syrischen Regierung ein Ultimatum, seine Truppen zu entwaffnen und sich Frankreichs Herrschaft unterzuordnen. Die syrische Regierung erklärte sich widerstrebend einverstanden, vor allem wegen der französischen militärischen Überlegenheit. Yusuf al-'Azmah verweigerte daraufhin den Befehl und hob eine kleine, militärisch unterlegene Truppe aus. In dem Bewusstsein, der modernen und trainierten französischen Streitmacht hoffnungslos unterlegen zu sein, zog al-Azma in den Kampf, um das Zeichen zu setzen, sich nicht kampflos ergeben zu wollen.
In Khan Maysalun, etwa 20 Kilometer westlich von Damaskus, kam es am 24. Juli 1920 zur Schlacht von Maysalun. Al-'Azmahs Truppe verlor und er fiel in dieser Schlacht. Am 25. Juli zogen die Franzosen in Damaskus ein.
In Syrien gilt Yusuf al-'Azmah als Nationalheld und Inspiration. Nach ihm ist der Yusuf-al-Azma-Platz in Damaskus benannt. Dort steht eine Statue von ihm. Zahlreiche Schulen und Plätze in Syrien tragen seinen Namen.